# Aztlán 4ta. Sección
Aztlán 4ta. Sección är en ort i Mexiko.   Den ligger i kommunen Centro och delstaten Tabasco, i den sydöstra delen av landet, 700 km öster om huvudstaden Mexico City. Aztlán 4ta. Sección ligger 4 meter över havet och antalet invånare är 268.
Terrängen runt Aztlán 4ta. Sección är mycket platt. Runt Aztlán 4ta. Sección är det ganska tätbefolkat, med 67 invånare per kvadratkilometer. Närmaste större samhälle är Buena Vista 1ra. Sección, 4,6 km sydväst om Aztlán 4ta. Sección. Trakten runt Aztlán 4ta. Sección består till största delen av jordbruksmark.